# UFC on ESPN: Barboza vs. Gaethje
UFC on ESPN: Barboza vs. Gaethje（ユーエフシー・オン・イーエスピーエヌ：バルボーザ・バーサス・ゲイジー、別名UFC on ESPN 2）は、アメリカ合衆国の総合格闘技団体「UFC」の大会の一つ。2019年3月30日、ペンシルベニア州フィラデルフィアのウェルズ・ファーゴ・センターで開催された。

## 大会概要
本大会ではエジソン・バルボーザとジャスティン・ゲイジーによるライト級戦が組まれた。

## 試合結果

### アーリープレリム
第1試合 バンタム級 5分3R
○  アレックス・ペレス vs.  マーク・デ・ラ・ロサ ×
3R終了 判定3-0（30-27、30-27、30-27）
第2試合 女子フライ級 5分3R
○  マリーナ・モロズ vs.  サビーナ・マゾ ×
3R終了 判定3-0（30-27、29-28、29-28）
第3試合 63.5kg契約 5分3R
○  ケイシー・ケニー vs.  レイ・ボーグ ×
3R終了 判定3-0（29-28、29-28、30-27）
※ボーグの体重超過によりバンタム級から変更。

### プレリミナリーカード
第4試合 ミドル級 5分3R
○  ケビン・ホランド vs.  ジェラルド・マーシャート ×
3R終了 判定2-1（29-27、28-29、30-27）
第5試合 フェザー級 5分3R
○  ケビン・アギラー vs.  エンリケ・バルソラ ×
3R終了 判定3-0（29-28、29-28、29-28）
第6試合 ライト級 5分3R
○  デスモンド・グリーン vs.  ロス・ピアソン ×
1R 2:52 TKO（パウンド）
第7試合 女子ストロー級 5分3R
○  マリナ・ロドリゲス vs.  ジェシカ・アギラー ×
3R終了 判定3-0（29-26、29-27、29-27）

### メインカード
第8試合 フェザー級 5分3R
○  ソディック・ユサフ vs.  シェイモン・モラエス ×
3R終了 判定3-0（29-27、29-28、29-28）
第9試合 ライトヘビー級 5分3R
○  ポール・クレイグ vs.  ケネディ・エンジーチュクー ×
3R 4:20 三角絞め
第10試合 女子ストロー級 5分3R
○  ミシェル・ウォーターソン vs.  カロリーナ・コバケビッチ ×
3R終了 判定3-0（30-27、30-27、30-27）
第11試合 フェザー級 5分3R
○  ジョシュ・エメット vs.  マイケル・ジョンソン ×
3R 4:14 KO（右フック）
第12試合 ミドル級 5分3R
○  ジャック・ハーマンソン vs.  デヴィッド・ブランチ ×
1R 0:49 ギロチンチョーク
第13試合 ライト級 5分5R
○  ジャスティン・ゲイジー vs.  エジソン・バルボーザ ×
1R 2:30 KO（右フック）

### 各賞
ファイト・オブ・ザ・ナイト： ジャスティン・ゲイジー vs. エジソン・バルボーザ
パフォーマンス・オブ・ザ・ナイト： ジャック・ハーマンソン、ポール・クレイグ
各選手にはボーナスとして5万ドルが授与された。

### カード変更
負傷などによるカードの変更は以下の通り。